# Републиканска фашистичка партија
Републиканска фашистичка партија (РФП, итал. Partito Fascista Repubblicano, PFR) била је политичка странка у Италији коју је предводио Бенито Мусолини током њемачке окупације средње и сјеверне Италије и била је једина легална и владајућа странка Италијанске Социјалне Републике. Основана је као насљедница Националне фашистичке партије као антимонархистичка странка. Краља Виктора Емануела III сматрали су издајником након што је потписао предају Савезницима.

## Историја
Након што је изведена операција спасавања Мусолинија, Национална фашистичка партија (НФП) обновљена је 13. септембра 1943. као Републиканска фашистичка партија (РФП) као једина странка сјеверне и под нацистичком заштитом Италијанске Социјалне Републике, незванично познате као Салска република. Секретар је био Алесандро Паволини.
РФП није опстала након Мусолинијевог убиства и нестанка Салске републике у априлу 1945. године. Међутим, инспирисала је стварање Италијанског социјалног покрета (ИСП), а ИСП се сматрана насљедником НФП и РФП. ИСП су формирали бивши лидери и ветерани Националне републиканске армије Салске републике. Странка је покушала да модернизује и ревидира фашистичку доктрину у умјереније и софистицираније правце.
Ђузепе Пицирани предводио је организацију РФП у Риму до априла 1944, када је именован за замјеника секретара националне партијске организације.

## Идеологија
РФП је покушао повезати нову странку с раним радикалним фашизмом од прије 1922. године. Овај потез привукао је дијелове фашистичке „старе гарде”, који су стављени по страни након што је Мусолини ступио на власт 1922. године. Нова странке је, међутим, изнутра била подијељена са различитим унутрашњим тенденцијама које су се залагале за Мусолинијеву подршку. И док је РФП оживио ранореволуционарни фашистички дискурс, он се није вратио на антиклерикалистичке позиције раног фашистичког покрета.

## Секретар
- Алесандро Паволини (15. новембар 1943 — 28. април 1945)

## Национални конгрес
- 1. национални конгрес — Верона, 14—15. новембар 1943.